# Wake Forest Demon Deacons
Wake Forest Demon Deacons – nazwa drużyn sportowych Wake Forest University w Winston-Salem, biorących udział w akademickich rozgrywkach w Atlantic Coast Conference, organizowanych przez National Collegiate Athletic Association. 

## Sekcje sportowe uczelni
| Mężczyźni - baseball (1): 1955 - bieg przełajowy - futbol amerykański - golf (3): 1974, 1975, 1986 - koszykówka - lekkoatletyka - piłka nożna - tenis | Kobiety - bieg przełajowy - golf - hokej na trawie (3): 2002, 2003, 2004 - koszykówka - lekkoatletyka - piłka nożna - siatkówka - tenis |

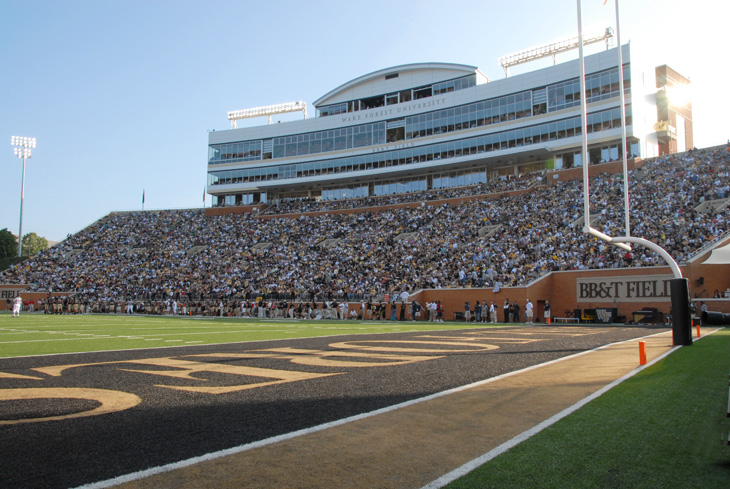
Truist Field.

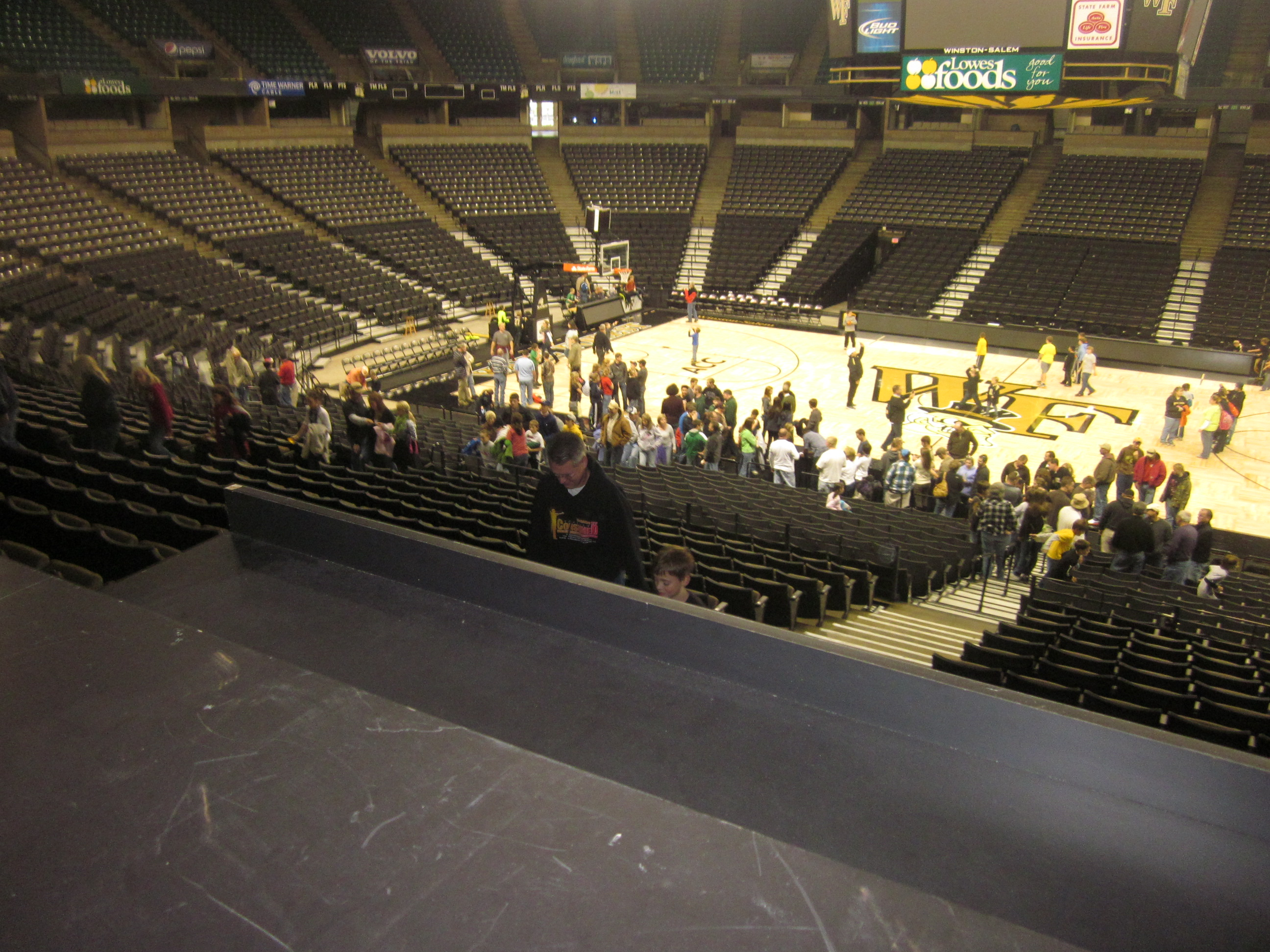
LJVM Coliseum.

W nawiasie podano liczbę tytułów mistrzowskich NCAA (stan na 1 lipca 2015)

## Obiekty sportowe
- Truist Field at Wake Forest – stadion futbolowy o pojemności 31 500 miejsc[3]
- Lawrence Joel Veterans Memorial Coliseum (LJVM Coliseum) – hala sportowa o pojemności 14 665 miejsc, w której odbywają się mecze koszykówki[4]
- W. Dennie Spry Stadium – stadion piłkarski o pojemności 3000 miejsc[5]
- David F. Couch Ballpark – stadion baseballowy o pojemności 3184 miejsc[6]
- Kentner Stadium – stadion wielofunkcyjny pojemności 4000 miejsc, na którym odbywają się mecze hokeja na trawie i zawody lekkoatletyczne[7]
- Indoor Tennis Center – kryte korty tenisowe[8]
- Reynolds Gym – hala sportowa o pojemności 1500 miejsc, w której odbywają się mecze siatkówki[9]
- Wake Forest Tennis Center – korty tenisowe[10]